# Mikko Leppilampi
Mikko Johannes Leppilampi (Pälkäne, 22 settembre 1978) è un attore finlandese.

## Biografia
Figlio del musicista gospel Jukka Leppilampi, ha avuto successo col suo primo film Helmiä ja sikoja (2003).
Nel 2006 ha sposato la dottoressa Emilia Vuorisalmi.
Nel 2007 ha condotto l'Eurovision Song Contest 2007 insieme a Jaana Pelkonen.

## Filmografia parziale
- Helmiä ja sikoja, regia di Perttu Leppä (2003)
- Paha maa, regia di Aku Louhimies (2005)
- Miracolo di una notte d'inverno (Joulutarina), regia di Juha Wuolijoki (2007)